# Monojit Debbarma
Monojit Debbarma là một doanh nhân, ca sĩ, vlogger người Ấn Độ và là người sáng lập Borok TV, nền tảng phát trực tuyến đầu tiên ở Đông Bắc Ấn Độ. Anh cũng là thành viên hội đồng quản trị của Borok E-Commerce Private Limited.

## Giáo dục
Monojit Debbarma đến từ Khowai. Anh hoàn thành bằng Thạc sĩ tại Đại học Bangalore.